# 낙동면
낙동면(洛東面)은 대한민국 경상북도 상주시의 면이다. 넓이는 91.1km2이고, 인구는 2018년 기준으로 4,250명이다. 구미시 옥성면과 마주보고 있고, 낙동 분기점이 있어서 서울 및 충북 방면으로 접근할 수 있다. 서산영덕고속도로 동상주IC가 있어서 영덕으로 바로 갈 수 있다.

## 행정 구역
- 상촌리
- 낙동리
- 장곡리
- 구잠리
- 물량리
- 분황리
- 성동리
- 신상리
- 화산리
- 내곡리
- 운평리
- 승곡리
- 비룡리
- 용포리
- 수정리
- 신오리
- 유곡리

## 학교
- 낙동초등학교 (내곡리)
  - 신상분교 (폐교) (신상리)
  - 용포분교 (폐교) (용포리)
- 낙동동부초등학교 (낙동리)
- 낙동중학교 (낙동리)
- 낙운중학교 (상촌리)

## 역대 면장
- 1대 구연호 (미상 ~ 미상)
- 2대 조완연 (미상 ~ 미상)
- 3대 류관식 (미상 ~ 미상)
- 4대 황근주 (미상 ~ 미상)
- 5대 조봉연 (미상 ~ 미상)
- 6대 이은우 (1942 ~ 1949.3)
- 7대 오상인 (1949.3 ~ 1949.11)
- 8대 한점석 (1949.11 ~ 1951.3)
- 9대 김동수 (1951.3.9 ~ 1952.5.4)
- 10대 한점석 (1952.5.5 ~ 1956.8.9)
- 11대 안계수 (1956.8.10 ~ 1960.2.3)
- 12대 김두성 (1960.2.4 ~ 1961.3.16)
- 13대 오상인 (1961.3.17 ~ 1961.6.20)
- 14대 박원단 (1961.7.9 ~ 1962.5.22)
- 15대 김한광 (1962.5.23 ~ 1962.11.10)
- 16대 은우기 (1962.11.11 ~ 1963.3.11)
- 17대 조돈희 (1963.3.20 ~ 1964.5.25)
- 18대 김근식 (1964.5.25 ~ 1969.3.4)
- 19대 성정환 (1969.3.5 ~ 1969.7.27)
- 20대 엄기하 (1969.7.28 ~ 1971.10.9)
- 21대 손길상 (1971.10.10 ~ 1974.3.15)